# Малкога зелена
Малко́га зелена (Ceuthmochares australis) — вид зозулеподібних птахів родини зозулевих (Cuculidae). Мешкає в Східній і Південній Африці.

## Опис

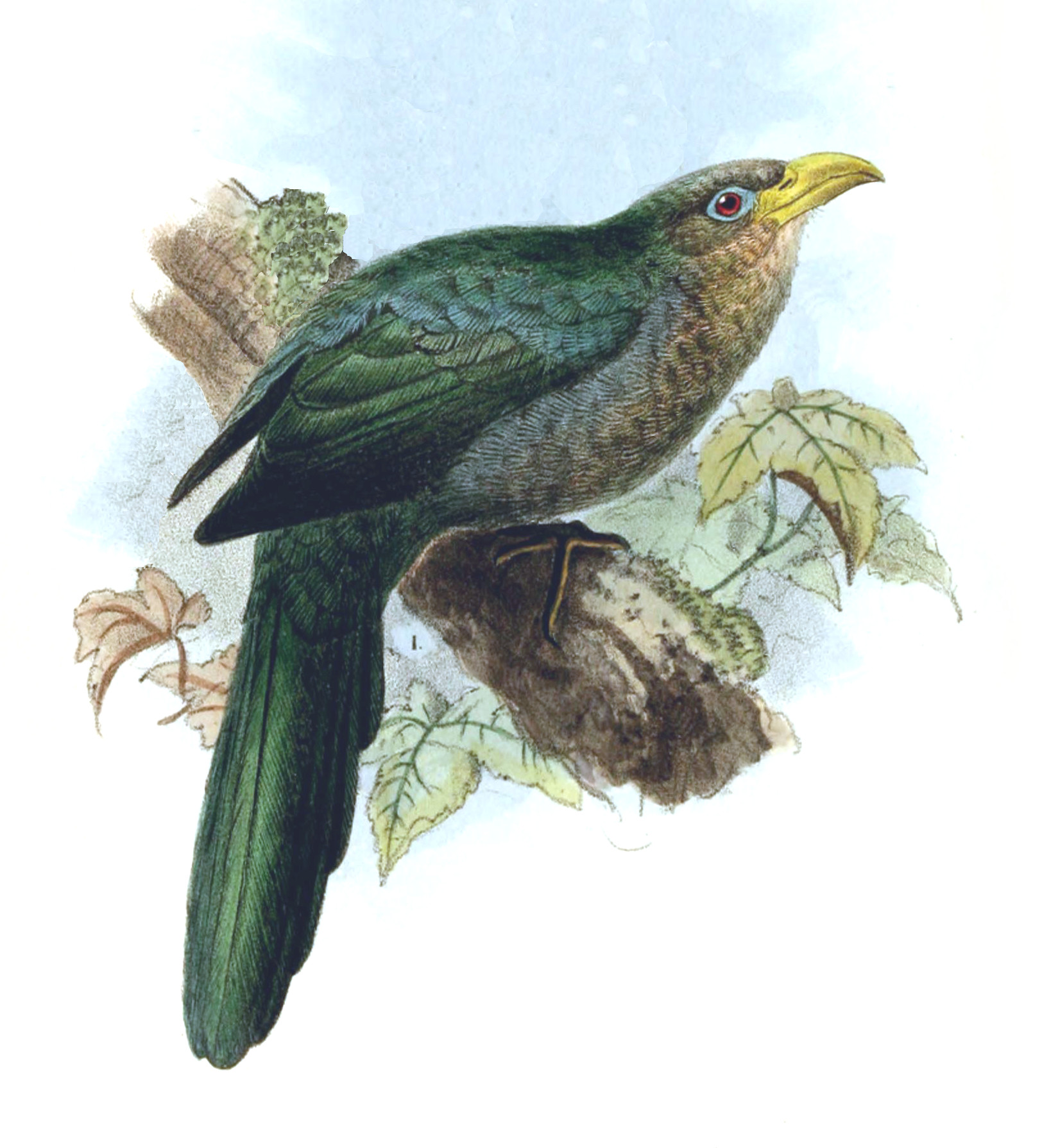
Зелена малкога

Довжина птаха 33 см, враховуючи хвіст довжиною 21 см, самці важать 61-79,2 г, самиці 52-75 г. Довжина хвоста становить 20 см, довжина дзьоба 24 мм. Голова і шия темно-сірі з зеленуватим відтінком, верхня частина тіла темно-зеленувато-сірі. Нижня частина тіла сіра, нижні покривні пера хвоста чорнуваті. Стернові пера зелені, блискучі. Райдужки червоні або темно-бордові, навколо очей кільця голої жовтої шкіри, перед очима вона зеленувато-жовта, за очима зеленувата або блакитнувата. Дзьоб міцний, яскраво-жовтий. Лапи чорні. Молоді птахи мають більш тьмяне забарвлення, горло і груди у них коричнюваті. верхні покривні пера хвоста мають буруватий відтінок, очі карі.

## Поширення і екологія
Зелені малкоги мешкають на півдні центральної Ефіопії, в прибережних районах на півдні Сомалі, в Кенії і Танзанії (зокрема на островах Занзібарського архіпелагу), в Малаві, Мозамбіку, на сході Зімбабве, в прибережних районах на сході і південному сході Південно-Африканської Республіки та на сході Есватіні. Вони живуть у вологих тропічних лісах, на узліссях і галявинах, у вторинних і галерейних лісах, в Ефіопії в сухих чагарникових і акацієвих заростях на берегах річок, в ПАР в прибережних лісах. Зустрічаються на висоті до 2000 м над рівнем моря.
Зелені малкоги живляться гусінню, зокрема такою, яка має отруйні щетинки, жуками, кониками, цвіркунами та іншими комахами, слимаками та іншими безхребетними, деревними амфібіями, іноді дрібними птахами, а також плодами, насінням і листям. Вони шукають їжу в кронах дерев, на висоті від 8 до 30 м над землею, пересуваючись короткими стрибками з гілки на гілку. Зелені малкоги є моногамними птахами і захищають гніздові території. В Танзанії вони гніздяться у траві, з липня по вересень та з листопада по грудень, в Південній Африці переважно з жовтня по грудень. Гніздо являє собою платформу з гілочок, яка розміщується на дереві, на висоті від 2 до 5 м над землею, в розвилці між гілками. В кладці 2 білих яйця. За пташенятами доглядають і самиці, і самці.